# Jürg Henggeler
Jürg Henggeler (* 7. September 1935 in Zug; † 7. Februar 2009 in Unterägeri) war ein Schweizer Grafiker, Maler, Holzschneider, Aquarellist und Fotograf.

## Leben und Werk
Jürg Henggeler besuchte die Kunstgewerbeschule Luzern. Später lernte er Henry van de Velde persönlich kennen. 1960 zog Henggeler nach Paris. Wieder in der Schweiz illustrierte er u. a. Neuauflagen von Rilke, Goethes Urfaust und die Serien Spiegel, das Kätzchen von Gottfried Keller sowie das 70-teilige Werk Don Quixote.
Jürg Henggeler stellte seine Werke in zahlreichen Gruppen- und Einzelausstellungen aus.